# Zauggenried
Zauggenried là một đô thị trong huyện Bern-Mittelland, bang Bern, Thụy Sĩ. Đô thị này có diện tích 3,7 km2, dân số thời điểm tháng 12 năm 2009 là 324 người.